# Kroaten in Kosovo
De Kroaten zijn een regionale minderheid in Kosovo. Zij worden dikwijls Janjevci genoemd, vernoemd naar het stadje Janjevo nabij de Kosovaarse hoofdstad Pristina. De meeste van de Kroaten in Kosovo zijn dan ook woonachtig in dit stadje of in dorpen in de nabijheid. De Kroaten uit Letnica worden ook Letnicani genoemd. 

## Geschiedenis

### Origine & vroege geschiedenis

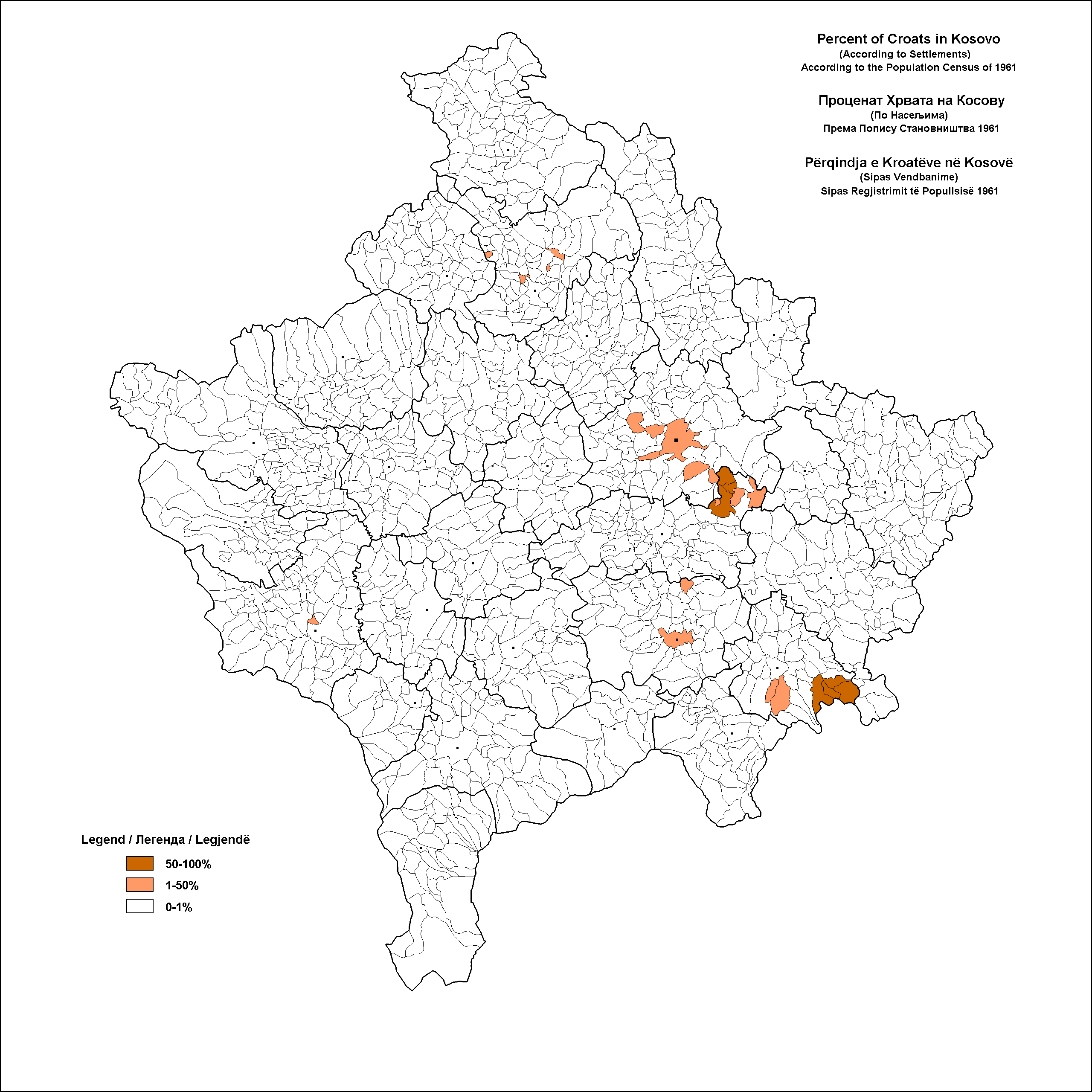
De verspreiding van Kroaten in Kosovo in 1961.

Tot de Janjevci horen twee regionale Kroatische gemeenschappen. Hoogstwaarschijnlijk stammen zij af van handelaren afkomstig uit het 14e-eeuwse Dubrovnik en omgeving in het huidige Kroatië en Bosnië en Herzegovina. Door de eeuwen heen hebben zij hun rooms-katholieke geloof en hun Slavische/Kroatische identiteit behouden.
De eerste vermelding van de Janjevci stamt uit 1303, hierin noemt Paus Benedictus XI Janjevo als het centrum van het katholieke parochie van Sint Nikolaas.  

### 20e eeuw
In de jaren 50 van de 20e eeuw begonnen Janjevci reeds te migreren. Met name in Zagreb woonde een aanzienlijk aandeel van de uit Kosovo afkomstige Kroaten. Een grote gemeenschap Kosovaarse Kroaten was bijvoorbeeld te vinden in de Konjšćinska ulica (straat) in Dubrava, een stadsdeel in Zagreb. 
Na de dood van Maarschalk Tito in 1980, wakkerde het nationalisme onder de volkeren in Joegoslavië op. De anti-Kroatische houding in de Servische media (Kosovo was onderdeel van Socialistische Republiek Servië) en de conflicten die ontstonden uit het aanwakkerende nationalisten zorgden ervoor dat de Kosovaarse Kroaten meer en meer begonnen te vertrekken. Zij vestigden zich voornamelijk in moederland Kroatië. 
Enkele groepen Kosovaarse Kroaten vestigden zich in 1992 in de verlaten huizen van Kroatische Serviërs, destijds in oorlog met Kroatië. Dit waren Kosovaren uit Letnica die zich vestigden in Voćin, Đulovac en Varešnica, dorpen in Slavonië. 
Gedurende de Kosovo-oorlog van 1998-1999 kwam de tweede golf Kroaten in Kosovo in beweging. Na Operatie Storm, vestigden Kosovaarse Kroaten zich in 1996 in de huizen van verdreven Dalmatische Serviërs. 
Na de oorlog werden enkele Kroatische families in Letnica geterroriseerd door de meerderheid van etnische Albanezen uit dorpen in de nabijheid. De families richtten zich tot Kroatië om hen te helpen Kosovo te verlaten.

## Demografische geschiedenis
Aantal Kroaten* in Kosovo in:
- 1948 : 5 290 (0,7 % van de totale bevolking)
- 1953 : 6 201 (0,8%)
- 1961 : 7 251 (0,8%)
- 1971 : 8 264 (0,7%)
- 1981 : 8 718 (0,6%)
- 1991 : 8 062

-*Het is mogelijk dat Kroaten tijdens de telling ook de mogelijkheid Joegoslaaf hebben opgegeven.

## Demografische verspreiding

### Kroatië
De minderheid van de Janjevci heeft zich in Kroatië gevestigd. Volgens volkstelling in 2002 leefden er 966 Janjevci-families in Kroatië. 669 families waren woonachtig in Zagreb de overige 297 in andere delen van Kroatië, waaronder Slavonië en Dalmatië. 

### Kosovo

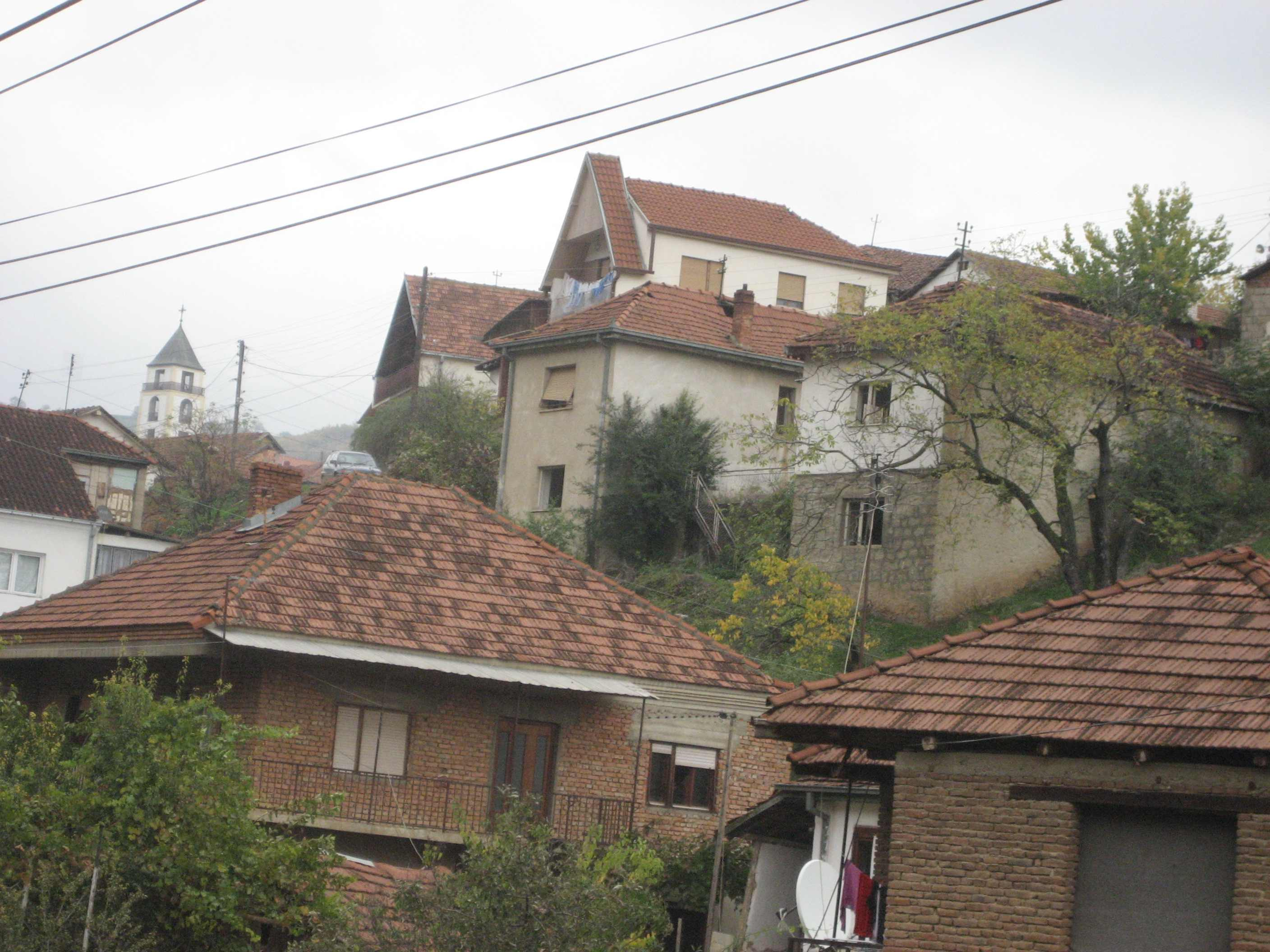
Janjevo

Vandaag de dag leven er nog maar weinig Kroaten in Kosovo. Dit is te wijten aan de slechte economische situatie in het Balkanland, het aanwakkerende nationalisme in de jaren 80 en de Kosovaarse oorlog. 
Vandaag de dag leven er nog slechts 320 Kroaten in Janjevo. Deze zijn langzamerhand nog steeds aan het verhuizen naar Kroatië. De eigendommen van Kroaten worden dan opgekocht door etnische Albanezen en Roma-zigeuners. 
In de gemeente Vitina, met het dorp Letnica, leven nog 60 Kroaten, na een volkstelling van 2003.